# Baldur von Schirach
Baldur Benedikt von Schirach (Berlin, 1907. május 9. – Kröv, 1974. augusztus 8.) német ifjúsági vezető, akit a nürnbergi perben elítéltek 1945 után. Schirach volt a Hitlerjugend (HJ) vezetője, Gauleiter és Bécs vezetője (Reichsstatthalter).

## Élete
Weimarban született, apja színházigazgató volt. Anyja amerikai nő volt, Emma Middleton Lynah Tillou (1872 - 1944). Két lánytestvére volt, Viktoria és Rosalind von Schirach, és egy fiútestvére Karl Benedict von Schirach, aki 1919-ben öngyilkos lett 19 éves korában.
Tízéves korában beállt a Wehrjugendgruppe-ba, 1925-ben NSDAP-tag lett. 1932. március 31-én elvette Henriette Hoffmannt, akinek apja Hitler fényképésze és közeli barátja volt. Így került Hitler közelébe, és gyakran meglátogatta a Berghofon. Négy gyerekük született, Angelika Benedikta von Schirach (1933), Klaus von Schirach, Robert von Schirach és Richard von Schirach (1942).

## Politikai pályafutása

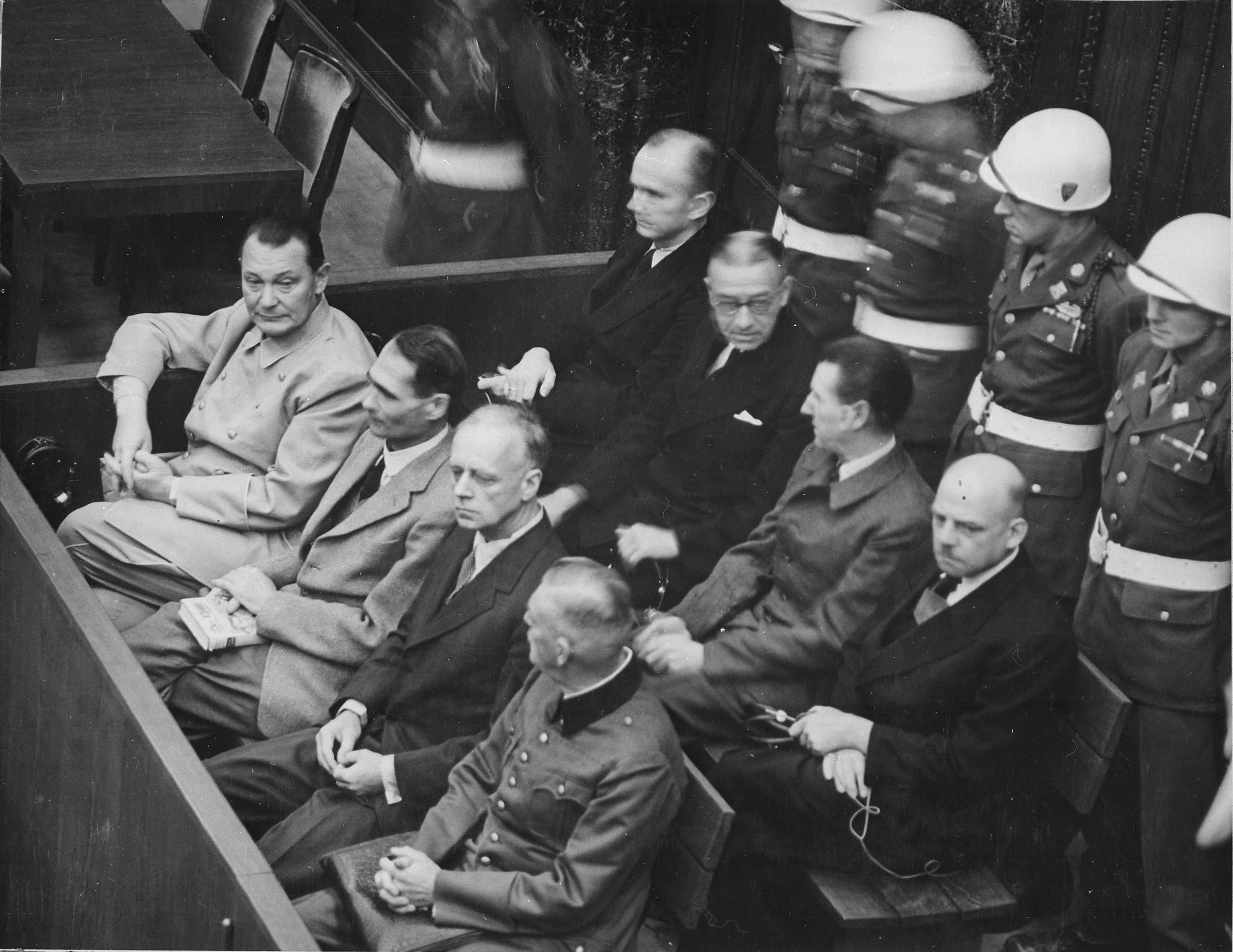
Schirach a hátsó sorban, jobbról a második

1933-tól a Hitlerjugend vezetője, Reichsjugendführer lett. 1940-ben megszervezte 5 millió gyerek evakuálását a szövetségesek által bombázott városokból. Később belépett a hadseregbe, és Franciaországban harcolt, ahol vaskeresztet kapott hősiességéért. A Hitlerjugend vezetését tőle Artur Axmann vette át, Schirach ezután Bécs vezetője (Reichsstatthalter) lett. Kormányzása alatt deportáltak 185 000 zsidót munkatáborba. 1943 után kegyvesztett lett, de megtartotta állását.
A nürnbergi perben azt mondta, hogy nem tudott „megsemmisítő táborok” létezéséről. 1946-ban a bécsi zsidók deportálása miatt 20 év börtönre ítélték. 1949. július 20-án felesége elvált tőle. 1966 szeptemberében, büntetése letöltése után engedték ki. Megírta memoárjait „Hittem Hitlerben” címmel. 1974-ben halt meg Krövben.